# Buschflughuhn

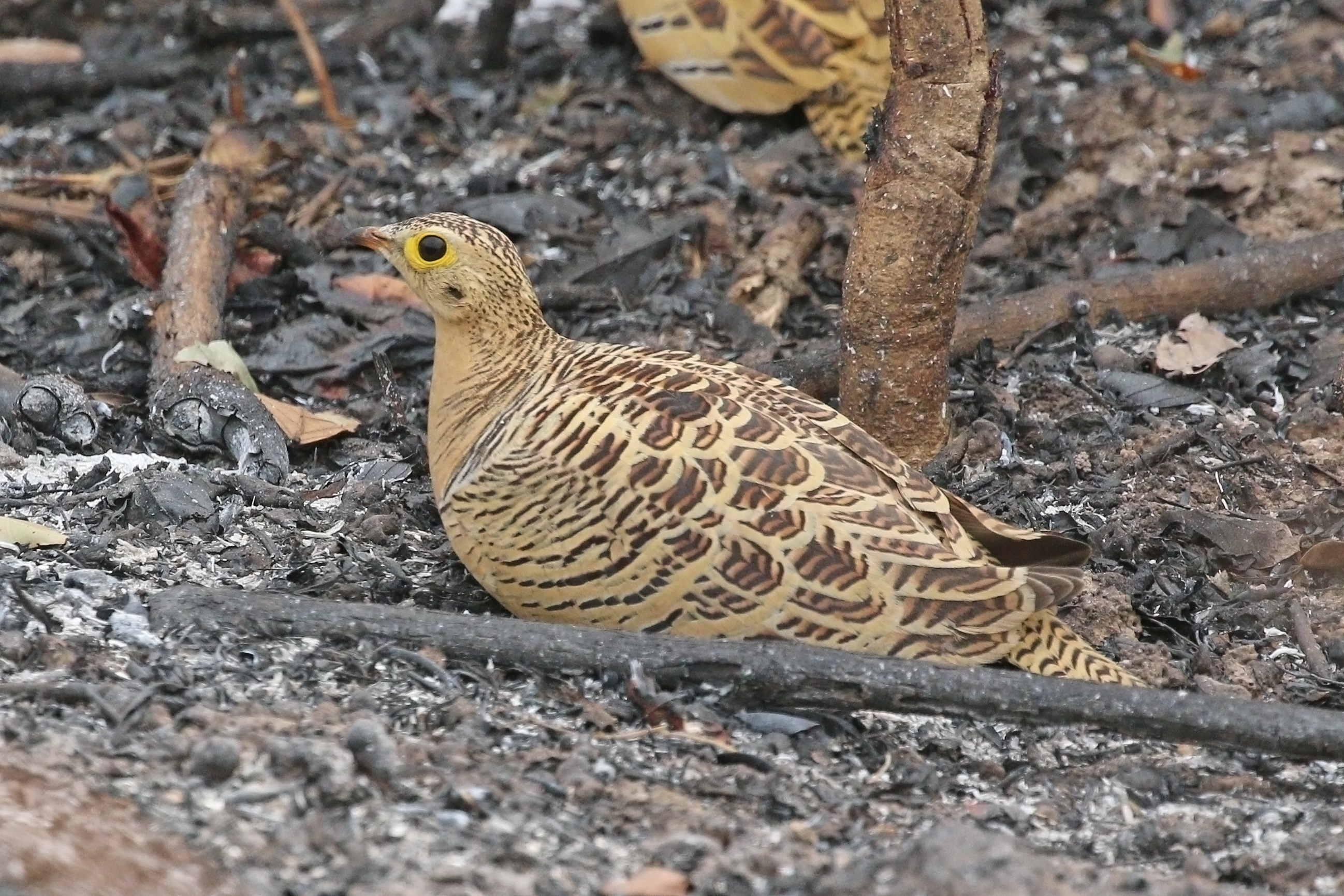
Weibchen

Das Buschflughuhn (Pterocles quadricinctus), gelegentlich auch Dreibinden-Flughuhn genannt,  ist ein in Afrika beheimatetes Flughuhn und gehört zu den Eigentlichen Flughühnern (Pterocles).
Der Vogel kommt von Mauretanien und Kamerun bis Sudan und Uganda vor und ist im westlichen Teil des Verbreitungsgebietes deutlich häufiger anzutreffen. Ein Teil der Population zieht während der Regenzeit etwas in den Norden.
Der Lebensraum umfasst offene oder buschbestandene trockene Savanne, auch Kulturland, bevorzugt mit lehmigem oder steinigem Boden bis 2000 m Höhe.
Das Artepitheton kommt von lateinisch quadri- ‚vier‘ und lateinisch cinctus ‚Gürtel‘.

## Merkmale
Die Art ist 25–28 cm groß, relativ klein mit gerundetem Schwanz und schwarz-weißem Kopfmuster beim Männchen, das dem Wellenflughuhn (Pterocles lichtensteinii) ähnelt mit dem Stirnband, dem breiten, weiß und schwarz abgesetzten kastanienbraunem Brustband und dem gelbbraunen Nacken. Gegenüber dem Bindenflughuhn (Pterocles indicus) unterscheidet sich die Art durch ein charakteristisches Muster auf den Flügeldecken. Das Weibchen ist ausgedehnt gebändert mit Ausnahme von Gesicht, Kehle und Brust, die kräftig gelblich braun sind, ansonsten dem Männchen ziemlich ähnlich. Der Unterflügelseite ist im Fluge blass. Schnabel und Augenring sind gelb. Jungvögel sind weibchenartig gefiedert.
Die Art ist monotypisch.

## Stimme
Der Ruf im Fluge wird als hohes wiederholtes scharfes rhythmisches Pfeifen "wi-ti-wi‘wrree"  beschrieben mit vorausgeschickten kurz abgehackten Lauten "pididit..twirrrrrree" oder "twirrrree".

## Lebensweise
Die Nahrungsaufnahme erfolgt nachts, der Vogel trinkt vor der Morgen- und nach der Abenddämmerung.
Die Brutzeit liegt in der Trockenzeit, das Nest befindet sich in einer flachen Kuhle auf dem Boden, das Gelege besteht meist aus 3 Eiern.

## Gefährdungssituation
Der Bestand gilt als nicht gefährdet (Least Concern).